# Jeannette Kagame
Jeannette Nyiramongi Kagame (Jeannette Nyiramongi, nascuda el 10 d'agost de 1962) és l'esposa de Paul Kagame. Va esdevenir la Primera Dama de Ruanda quan el seu marit va ser nomenat President el 2000. La parella té quatre fills: Ivan, Ange, Ian i Brian. Kagame és la fundadora i presidenta de la Fundació Imbuto, una organització sense ànim de lucre que té com a missió donar suport al desenvolupament d'una societat sana, educada i pròspera.

## Activisme
Jeannette Kagame va tornar a la seva Ruanda natal després del genocidi ruandès de 1994. Des d'aleshores es va dedicar a millorae les vides de la població vulnerable de Ruanda, particularment vídues, orfes i famílies pobres.
Kagame va acollir la Primera Cimera de Primeres Dames Africanes per a la Infància i la prevenció del VIH/SIDA el maig de 2001 a Kigali. La cimera va conduir a la fundació de la PACFA (Protecció i Cura de les Famílies contra el VIH/SIDA), una iniciativa centrada en la prevenció i l'atenció del VIH. Més tard va ser cofundadora de l'Organització de Primeres Dames Africanes contra el VIH/SIDA (OAFLA) el 2002 i en va ser presidenta entre 2004 i 2006.
Amb els anys, PACFA va arribar a incloure projectes més enllà del domini del VIH/SIDA i el 2007 va establir la Fundació Imbuto, que significa «llavor» en kinyarwanda. La Fundació implementa diversos projectes com: estendre atenció bàsica i suport econòmic a les famílies afectades pel VIH; millorar el coneixement i canviar les actituds cap a la salut sexual i reproductiva dels adolescents; protecció de la joventut contra el VIH/SIDA; prevenció de la malària; motivar les noies a sobresortir a l'escola; proporcionar beques a joves desfavorits; promoure una cultura de lectura; assessorament i equipament de joves amb habilitats empresarials i de lideratge.
És membre del Rotary Club Virunga, amb seu a Kigali, que va establir la primera biblioteca pública a Ruanda el 2012. Kagame ha est membre de la junta de directors de diversos organismes, inclosa la Coalició Mundial de Dones contra La sida i els Amics del Fons Mundial d'Àfrica.
El 2010 Kagame va rebre un Doctorat Honorari de Dret de la Universitat Cristiana d'Oklahoma per la seva contribució a la lluita mundial contra la sida i la pobresa. El mateix any, va ser nomenada representant especial sobre Nutrició Infantil pel Programa Mundial d'Aliments (PMA). El 2009, l'UNICEF va presentar el Premi Campions de la Infància a Paul Kagame i Jeannette Kagame, en reconeixement dels seus esforços a millorar la vida dels nens a Ruanda. El 2007, l'Organització Mundial de la Salut (OMS) la va nomenar Alt Representant del Programa de Vacuna contra la SIDA Àfrica (AAVP), per assegurar la participació activa dels actors africans en totes les àrees d'investigació de vacunes contra el VIH i la SIDA i el desenvolupament.
Kagame és llicenciada en Ciències Empresarials i de Gestió.